# Alfred Knispel

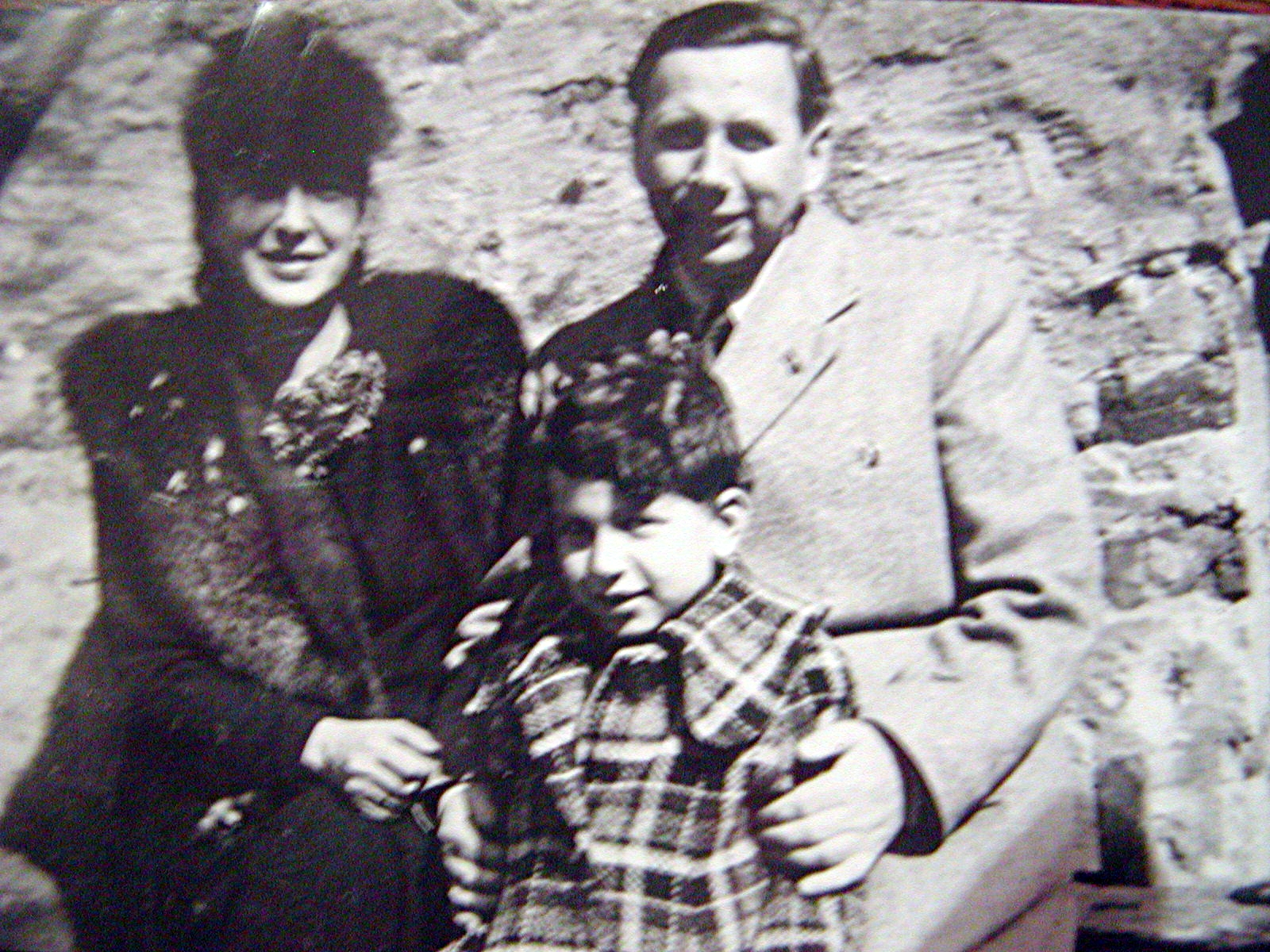
Alfred Knispel mit Gerda Freymann und Sohn in Schwiebus um 1944

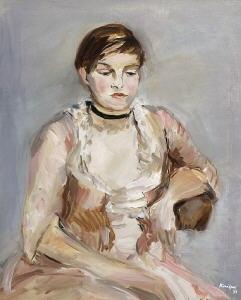
Porträt der Schwester Lotte (1931)

Alfred Knispel (* 31. Mai 1898 in Schwiebus; † 21. Januar 1945 in Deutscheneck, Besetzungsgebiet Landkreis Warthbrücken) war ein deutscher Maler des Impressionismus und Preisträger der Deutschen Akademie Rom Villa Massimo (Rompreisträger) im Jahr 1935.

## Leben
Knispel wurde als Sohn eines Landwirts und Brauereibesitzers geboren. Einer seiner berühmten Vorfahren war Samuel Gotthilf Knispel, der die Geschichte der Stadt Schwiebus von ihrem Ursprung auf das Jahr 1763 schrieb. 1917, nach dem Abitur, begann Knispel in Marburg ein Literatur- und Kunstgeschichte-Studium, wurde jedoch als Soldat in den Ersten Weltkrieg eingezogen. Nach dem Krieg studierte er Architektur und Malerei an der Staatlichen (Königlichen) Kunstschule Berlin bei den Professoren Philipp Franck  und Hassler, und Kunstgeschichte an der Universität Berlin. Hier lernte er seine spätere Frau, die Malerin Gerda von Freymann kennen, die er 1934 heiratete. 1937 wurde ihr gemeinsamer Sohn Alexander geboren.
Alfred Knispel war nach dem Studium Studienrat für das künstlerische Lehramt in Berlin, leitete das Seminar für Referendare und war Fachberater für den Kunstunterricht in der Provinz Sachsen. Zahlreiche Studienreisen führten ihn durch Deutschland, Holland, Belgien, Italien, Frankreich und Nordafrika. Dabei studierte er die alten Meister, fand seine Vorbilder in Monet, Manet, Courbet und Pissarro und vertiefte sich schließlich in das Werk von Cézanne. Er lebte längere Zeit in Paris, Algier und Tunis. Ende der 20er Jahre beteiligte er sich an einer großen Kollektivausstellung in Tunis, 1930 hatte er seine vermutlich erste Einzelausstellung in der Galerie Martin Wasservogel, Berlin. Von 1929 bis 1932 stellte er regelmäßig bei der Preußischen Akademie der Künste zu Berlin aus und war Mitglied des Vereins Berliner Künstler.
1935 erhielt er mit dem Preis der Deutschen Akademie Rom Villa Massimo ein einjähriges Stipendium zum dortigen Studienaufenthalt. In zahlreichen Ausstellungen fanden seine Werke zu seinen Lebzeiten allgemeine Beachtung, so 1940 im Graphischen Kabinett beim Verein Berliner Künstler, 1941 im Nationalmuseum Stockholm Modern Tysk Grafik sowie im Künstlerhaus Berlin Italienbilder Deutscher Künstler, 1943 Einzelausstellung in den Kunst-Dienst-Stuben, Berlin. Seine Bilder waren im Besitz des preußischen Staates, im Museum in Breslau, in Nürnberg und im Kreisheimatmuseum Schwiebus / Świebodzin. Im Januar 1945 wurde er zum Volkssturm eingezogen, drei Tage später fiel er bei Deutscheneck im Landkreis Warthbrücken.

## Rezeption
„Knispel ist kein Revolutionär in der Malerei; er strebt nicht nach dem Neuen um der Neuheit willen und unterscheidet sich darin von vielen Künstlern seines Alters. Er bekennt offen, dass er vom Impressionismus herkomme und ihn weiter zu entwickeln suche. Aber wenn auch der Einfluss der französischen Impressionisten und der deutschen Meister Liebermann und Slevogt nicht geleugnet werden kann, darf man doch behaupten, dass jedes seiner Bilder eine eigene Note zeigt als Ausdruck einer starken künstlerischen Persönlichkeit.“ schrieb der Galerist Martin Wasservogel 1930 anlässlich der Ausstellung in seinen Räumen.
Nach seinem Tod bewahrte seine Frau sein Lebenswerk. 1981 übernahm die Galerie Kühl in Hannover die Nachlassverwaltung und arbeitete sein Werk für öffentliche Ausstellungen auf, so zum Beispiel 1982, 1989, 1993 und 1999 in den Räumen der Galerie Kühl in Hannover. Seit 2008 sammelt das Regionalmuseum Świebodzin (Muzeum Regionalne) Werke Knispels, die Sammlung umfasste 2016 einundzwanzig Bilder.

„Man konnte Argwohn hegen. Denn wer 1936, ein Jahr nachdem Goebbels dort den jüdischen Maler Felix Nussbaum aus Osnabrück öffentlich gedemütigt hatte, in die Villa Massimo in Rom einziehen konnte, war womöglich den Nazis lieb. (...) Doch die späte Ausstellung des 1945 gefallenen Malers Alfred Knispel (...) zeigt, daß der Maler anpasserischen Tendenzen widerstanden hatte. Knispels Stadtlandschaften und Stilleben haben einen eher flüchtigen Farbauftrag und darum eine eher südländische Leichtigkeit.“

## Werke (Auswahl)
- Landarbeit bei Schwiebus. (Muzeum Regionalne w Świebodzinie),  Öl auf Leinwand, Entstehungsjahr um 1930[4]